# Jason Voorhees
Jason Voorhees is een personage uit de slasher-filmserie Friday the 13th, die door verschillende acteurs en stuntmannen is neergezet.
Voorhees wordt meestal opgevoerd als kortweg Jason. Hoewel hij zijn opwachting als moordenaar pas in het tweede deel van de serie maakt, vormt hij de rode draad van de gehele serie. Naast hijzelf is zijn ijshockeymasker een icoon in de horrorwereld geworden. Onder de bestaande Jason-merchandise bevinden zich onder meer T-shirts, poppen en kostuums.

## Creatie
Jason Voorhees was oorspronkelijk een klein jongetje dat in 1957 zou zijn verdronken in het meer van Camp Crystal Lake, doordat de begeleiders druk aan het vrijen waren en geen oog hadden voor de kinderen. Zijn dood is de aanleiding voor de gebeurtenissen in de eerste film, maar zelf speelt hij in de film geen actieve rol. Toen men bezig was met het einde van de slasher Friday the 13th kwam special-effectsspecialist Tom Savini met het idee om aan het einde het zoontje Jason even boven te laten komen. De jonge Jason werd hier vertolkt door Ari Lehman. Hoewel hij slechts enkele seconden in beeld is, werd Jason al snel legendarisch. Vooral toen men na het succes van Friday the 13th besloot om een vervolg te maken en Jason Voorhees als volwassen man terugkwam om wraak te nemen (ditmaal gespeeld door Warrington Gillette). Victor Miller, de schrijver van het script van de originele film, was echter niet blij met deze keuze. Volgens hem was Jason eerder het slachtoffer dan de dader daar hij in de eerste film al vanaf het begin dood was.
Desondanks werd Jason al snel het gezicht van de franchise. De enige film na de eerste waarin hij niet voorkwam was de vijfde film. Toen hij werd gedood door het personage Tommy Jarvis (gespeeld door Corey Feldman) in Friday the 13th: The Final Chapter, besloot men voor het vijfde deel, Friday the 13th: A New Beginning, een andere weg in te slaan. In deze film beheerst de doorgedraaide ambulancebroeder Roy het verhaal. Nadat hij zijn eigen zoon vermoord aantreft in een jeugdinrichting, draait hij door en gebruikt hij de legende van Jason Voorhees als dekmantel om zijn wraakzuchtige lusten bot te vieren. De film werd niet goed ontvangen door critici en de fans, waardoor men hoogstwaarschijnlijk snel Jason Voorhees weer tot leven liet komen in deel 6.

## Personage
Jason speelt maar een kleine rol in de eerste film. Na zijn vermeende dood in 1957 vonden er een aantal onopgeloste moorden plaats rondom Crystal Lake, en elke keer als het zomerkamp opnieuw wordt geopend, vinden er opnieuw vreemde gebeurtenissen plaats. Het kamp had vanaf het eerste deel al de bijnaam 'Camp Blood' en volgens sommige mensen die dicht bij het zomerkamp wonen, rust er zelfs een vloek op het kamp. Deze moorden blijken uiteindelijk het werk te zijn van Jasons moeder, Pamela Voorhees, die als kokkin in het kamp werkt en wraak wil voor de dood van haar zoon.
In de tweede film verschijnt Jason zelf echt ten tonele als de primaire antagonist. Hij blijkt toch nog in leven te zijn en is nu volwassen. Hij gaat verder waar zijn moeder gestopt is. In deze film heeft hij een kussensloop over zijn hoofd met enkel een gat voor zijn rechteroog. In het derde deel keerde Jason (ditmaal vertolkt door Richard Brooker) opnieuw terug. In deze film vindt hij het hockeymasker, dat inmiddels onlosmakelijk is verbonden met het populaire horroricoon. In het vierde deel kwam Jason Voorhees opnieuw terug en werd gespeeld door Ted White. Voor deze film deed Tom Savini opnieuw de make-up effecten, omdat hij het personage dat hij ooit op de wereld zette ook wilde afmaken. Hier vierde deel was dan ook getiteld Friday the 13th: The Final Chapter.
Hoewel Jason in de delen dat hij als moordenaar fungeerde al buitengewoon sterk en abnormaal onkwetsbaar leek, werd hij bovennatuurlijker in het zesde deel van de reeks, getiteld Friday the 13th VI: Jason Lives. In deze film wordt vertoond dat Jason uit zijn graf herrijst als daar een bliksem in slaat en hij tot leven wordt gewekt. In de films die daarop volgden werd de realiteit steeds iets meer losgelaten. Jason veranderde steeds meer in een aftakelende zombie (inclusief een van insecten doordrongen schedel achter het masker en een zichtbare ruggenwervel) en ook de verhaallijnen gingen steeds meer vormen van fantasie bevatten. Zo moest Jason het opnemen tegen een meisje met telekinetische krachten in Friday the 13th VII: The New Blood, wisselde hij van lichaam met zijn slachtoffers in Jason Goes to Hell: The Final Friday en kwam hij in de ruimte terecht in Jason X. In deel 7 tot en met 10 werd Jason vertolkt door stuntman Kane Hodder, die de boeman daarmee het vaakst speelde.
In 2003 keerde Jason terug in Freddy vs. Jason. In deze film werd hij wat menselijker en werd er wat sympathie voor hem gecreëerd, mede door Freddy Krueger af te schilderen als de echte schurk van de film. In Freddy vs. Jason werd Jason niet vertolkt door Kane Hodder, omdat regisseur Ronny Yu op zoek was naar een grotere acteur om Jason te spelen, zodat hij ver boven Robert Englund (die Freddy Krueger speelde) uit zou steken. Yu vond stuntman Ken Kirzinger, die vervolgens de rol van Jason op zich nam. Kirzinger was stuntcoördinator bij Friday the 13th Part VIII: Jason Takes Manhattan en speelde in die film een klein rolletje als kok in Manhattan, die Jason probeert aan te vallen, maar over de balie wordt gesmeten. In deze scène is zichtbaar in hoeverre Kirzinger groter is dan Kane Hodder.

### Remake
In 2009 kwam Jason Voorhees na een aantal jaar afwezig te zijn terug op het witte doek. Ditmaal in één remake van deel 1 t/m 4 samen, geproduceerd door Platinum Dunes, de maatschappij van producent Michael Bay, en geregisseerd door Marcus Nispel, de regisseur die ook de regie van The Texas Chainsaw Massacre (2003) op zich nam. Deze hedendaagse versie wordt gezien als een nieuwe vertelling van de eerste vier Friday the 13th-films. De rol van Jason Voorhees wordt hier vertolkt door acteur Derek Mears, die tevens heeft getekend voor het vervolg.

## Andere succesvolle filmmonsters
- Freddy Krueger
- Hannibal Lecter
- Leatherface
- Michael Myers
- Pinhead
- Chucky
- Ghostface